# Wojciech Szczygielski
Wojciech Wiktor Szczygielski (ur. 29 kwietnia 1934 w Poznaniu) – emerytowany profesor zwyczajny Uniwersytetu Łódzkiego, historyk.

## Życiorys
Jego ojcem był Wacław Szczygielski, dr nauk historycznych, wieloletni dyrektor szkół średnich na terenie województwa łódzkiego. Matką zaś Joanna z Gładyszów – nauczycielka języka angielskiego w szkolnictwie średnim na terenie Łodzi i województwa łódzkiego.
Ukończył studia historyczne w 1955 r. na Uniwersytecie Łódzkim pod kierunkiem prof. dra Stefana Krakowskiego, zajmując się historią wojskowości Polski okresu średniowiecza. Po ukończeniu studiów krótko, przez 4 miesiące pracował w Wojewódzkim Archiwum Państwowym w Łodzi na stanowisku młodszego archiwisty. Poza tym przez całe swoje życie zawodowe związany był z Instytutem Historii Uniwersytetu Łódzkiego (1956–2006), pełniąc w latach 1992–2006 funkcję kierownika (a również kuratora) Katedry Historii Polski XVI-XVIII w. W latach 1970–1981 sprawował funkcję zastępcy dyrektora Instytutu Historii. W 2004 r. przeszedł na emeryturę jako profesor zwyczajny Uniwersytetu Łódzkiego, a w latach 2004–2006 pracował jeszcze na stanowisku profesora zwyczajnego w wymiarze ¼ etatu.
Pracując pod kierunkiem prof. dra hab. Bohdana Baranowskiego obronił w 1961 r. na Uniwersytecie Łódzkim pracę doktorską z zakresu historii gospodarczej Polski, a w 1965 r. habilitował się na tejże uczelni również z zakresu historii gospodarczej. W 1979 r. uzyskał tytuł naukowy profesora. W 1990 r. decyzją Ministra Edukacji Narodowej powołany został na stanowisko profesora zwyczajnego w Uniwersytecie Łódzkim.
Początkowo zajmował się historią gospodarczo-społeczną, prowadząc badania nad polską kulturą agrarną i gospodarstwem wiejskim, a również strukturą społeczno-własnościową szlachty oraz historią chłopów polskich. Rezultatem tych prac są 4 publikacje książkowe i artykuły naukowe. Po habilitacji zajął się badaniami nad polską kulturą polityczną w XVI-XVIII w. ze szczególnym uwzględnieniem czasów Oświecenia, a zwłaszcza okresu Sejmu Wielkiego. W wyniku tych badań opublikował 3 pozycje książkowe oraz szereg artykułów i studiów naukowych. Wyrazem zainteresowań badaniami regionalnymi jest praca książkowa dotycząca dziejów ziemi wieluńskiej. Wykazując zaangażowanie procesami dydaktyki, zajmował się też przygotowywaniem materiałów do nauki historii w szkole przygotowując dwie oddzielne publikacje z tego zakresu. W toku wieloletniej pracy akademickiej wypromował trzech doktorów i 130 magistrów historii.
Od 1965 r. jest członkiem zwyczajnym Łódzkiego Towarzystwa Naukowego. W latach 1980–1983 wchodził w skład Centralnego Ośrodka Metodycznego Studiów Nauczycielskich (Zespół Kierunkowy Historii), a w latach 1986–1989 decyzją Ministerstwa Nauki i Szkolnictwa Wyższego powołany został na członka Zespołu Dydaktyczno-Naukowego Nauk Historycznych — Podzespół Historii.
W 2011 r. uhonorowany został przez macierzystą uczelnię odnowieniem doktoratu. Posiada Honorowe Obywatelstwo miasta Wielunia (otrzymał je w 1983 r.). W 1995 r. wyróżniony został Nagrodą Indywidualną Ministra Edukacji Narodowej za książkę pt. Referendum trzeciomajowe. Sejmiki lutowe 1792 roku. Odznaczony Krzyżem Kawalerskim Odrodzenia Polski (1980 r.), a również Odznaką Tysiąclecia (1966 r.), Honorową Odznaką m. Łodzi (1970 r.), Medalem Uniwersytet Łódzki w Służbie Społeczeństwa i Nauki (1979 r.), Medalem 50-lecia Uniwersytetu Łódzkiego (1995 r.).

### Życie prywatne
Ma córkę Dobromiłę Szczygielską, która jest wykładowcą języka angielskiego na Uniwersytecie Łódzkim.

## Wybrane publikacje

### Pozycje książkowe
- Produkcja rolnicza gospodarstwa folwarcznego w Wieluńskiem od XVI do XVIII wieku, Zakład Narodowy im. Ossolińskich we Wrocławiu, Łódź 1963, ss. 183.
- Gospodarka stawowa na ziemiach południowo-zachodniej Rzeczypospolitej w XVI-XVIII w. Studium z dziejów postępu w dawnym gospodarstwie wiejskim, Wydawnictwo Uniwersytetu Łódzkiego, Łódź, ss. 307.
- Z dziejów gospodarki rybnej w Polsce w XVI-XVIII wieku, Państwowe Wydawnictwo Naukowe, Warszawa 1967, ss. 68 („Studia z Dziejów Gospodarstwa Wiejskiego” 1967, t. IX, z. 2)
- Zarys dziejów rybactwa śródlądowego w Polsce, Państwowe Wydawnictwo Rolnicze i Leśne, Warszawa 1967, ss. 119.
- Dziej ziemi wieluńskiej, Wydawnictwo Łódzkie, Łódź 1969, ss. 219.
- Cele lewicy polskiej u schyłku XVIII wieku, Wydawnictwo Łódzkie, Łódź, 1975, ss. 211.
- Referendum trzeciomajowe. Sejmiki lutowe 1792 roku, Wydawnictwo Uniwersytetu Łódzkiego, Łódź 1994, ss. 426.
- Sejm Wielki (1788–1792). Studium z dziejów łagodnej rewolucji, Łódzkie Towarzystwo Naukowe, Łódź, 2015, ss. 198.

### Wydawnictwa źródłowe
- Miasta w Polsce w XVI-XVIII wieku. Teksty źródłowe do nauki historii w szkole, nr 19, pod red. B. Baranowskiego, Państwowe Zakłady Wydawnictw Szkolnych, Warszawa 1960, ss. 40.
- Ustrój Polski w XVI-XVIII wieku. Teksty źródłowe do nauki historii w szkole, nr 20, pod red. B. Baranowskiego, Państwowe Zakłady Wydawnictw Szkolnych, Warszawa 1960, ss. 60.

### Artykuły naukowe i studia
- Zmiany w stanie posiadania i w strukturze własnościowej szlachty powiatu wieluńskiego od połowy XVI do końca XVIII wieku, „Rocznik Łódzki” 1958, t. I (IV), s. 259-281.
- Obowiązki i powinności wojskowe miast i mieszczaństwa w Polsce od XIII do połowy XV wieku, „Studia i Materiały do Historii Wojskowości” 1960, s. 425-457.
- Wysokość plonów w dobrach przygodzkich w drugiej połowie XVIII wieku, „Studia z Dziejów Gospodarstwa Wiejskiego” 1961, t. IV, z. 1, s. 151-161.
- Le rendement de la production Agricole en Pologne du XVIe au XVIIIe siècle sur le fond européen, „Kwartalnik Historii Kultury Materialnej” 1966, R. XIV, nr 4, „Ergon”, vol. 5, s. 795-803.
- Die ökonomische Aktivität des polnischen Adels im 16-18 Jahrhundert, „Studia Historiae Oeconomicae” 1967 [druk. 1968], vol. II, s. 83-101.
- Dzieje społeczne chłopów w okresie od XVI do XVIII w., [w:] Z dziejów chłopów polskich (od wczesnego feudalizmu do 1939 r.), Warszawa 1968, s. 68-125.
- Polish Conception of Agrarian Transformations in the End of the Eighteenth Century. Theory and Practice, „Studia Historiae Oeconomicae” 1970, vol. 5, s. 157-172.
- Polski model rewolucji u schyłku XVIII w., „Przegląd Humanistyczny” 1976 R. XX, nr 10, s. 29-41.
- Koncentracja szlacheckiej własności ziemskiej w Szadkowskiem w latach 1629–1789, „Rocznik Łódzki” 1978, t. XXIII (XXVI), s. 27-41.
- Polskie formacje oświeceniowe czasów stanisławowskich „Zeszyty Naukowe Uniwersytetu Łódzkiego” 1979, Seria I, Nauki Humanistyczno-Społeczne, z. 48, s. 73-81.
- Struktura społeczno-własnościowa szlachty łęczyckiej w początkach drugiej połowy XVII w., „Zeszyty Naukowe Uniwersytetu Łódzkiego” 1979, Seria I, Nauki Humanistyczno-Społeczne, z. 57, s. 151-166.
- Polska kultura republikańska XVI-XVIII wieku, „Rocznik Łódzki” 1982, t. XXXII (XXXVI), s. 9-38.
- Republikańska idea reformy Rzeczypospolitej w XVII i w pierwszej połowie XVIII wieku, „Rocznik Łódzki” 1983, [druk. 1985], s. 9-38.
- Uwagi o polskiej kulturze politycznej od schyłku XV do połowy XVII wieku (1492–1648), „Rocznik Łódzki” 1984 [druk. 1987], t. XXXIV, s. 9-45.
- Przełomy oświeceniowe w polskiej kulturze politycznej w drugiej połowie XVIII w., „Acta Universitatis Lodziensis” 1985, Folia historia 22, s. 21-43.
- O realistyczne spojrzenie na polską kulturę polityczną czasów dawnej Rzeczypospolitej, „Rocznik Łódzki” 1986 [druk. 1988], t. XXXVI, s. 47-62.
- W kręgu idei narodowego monarchy, „Acta Universitatis Lodziensis” 1986, Folia historia 26, s. 17-42.
- Peace Tendencies in Polish Political Culture from the Close of the 15th century to the End of the 18th Century, „Polish Peace Research Studies”, 1988, vol. no 1, s. 33-60.
- Konstytucja 3 Maja a problem polskiej drogi rozwoju do nowoczesności, [w:] Pierwsza w Europie. 200 rocznica Konstytucji 3 Maja 1791-1991, pod red. H. Kocója, Katowice 1989, s. 18-39.
- Konstytucja 3 maja, [w:] Konstytucja 3 maja w tradycji i kulturze polskiej, pod red. A. Barszczewskiej-Krupy, Łódź 1991, s. 9-24.
- Początki łagodnej rewolucji, [w:] Pamiętnik XIV Powszechnego Zjazdu Historyków Polskich, Łódź 7-10 września 1989 roku, t. I (Referaty, komunikaty – sekcje), Toruń, 1993, s. 143-153.
- Sejm Wielki i Konstytucja 3 Maja, „Rocznik Łódzki” 1994, t. XLI, s. 143-156.
- Z badań nad świadomością polityczną prowincjonalnej szlachty w dobie Sejmu Wielkiego (1790 r.), [w:] W kręgu historii, historiografii i polityki. Andrzejowi Feliksowi Grabskiemu w uznaniu zasług dla humanistyki polskiej przyjaciele, koledzy, uczniowie, Łódź 1997, s. 245-265.
- Sejm nieustający. Batalia parlamentarna o jego urzeczywistnienie i rola w życiu politycznym Rzeczypospolitej u schyłku XVIII wieku, „Przegląd Nauk Historycznych” 2002, R. I, nr 1, s. 33-70.
- O nową formację władz wykonawczych państwa w dobie Sejmu Wielkiego (1788–1792), „Przegląd Humanistyczny” 2004, R. XLVI, nr 5, s. 33-48.
- Obrońcy chłopów na forum obrad Sejmu Wielkiego w początkach 1789 r., „Zeszyty Wiejskie” 2002, z. 6, s. 120-150.
- Sejm gotowy i władza typu Straży (z badań nad percepcją społeczną reformy ustroju państwa w czasach Sejmu Wielkiego), „Przegląd Nauk Historycznych” 2003, R. II, nr 1 (3), s. 65-112.
- Krytyka parlamentarna Rady Nieustającej w początkach obrad Sejmu Wielkiego a problem konstytucyjnej reformy władz wykonawczych państwa, „Przegląd Nauk Historycznych” 2003, R. II, nr 2 (4), s. 67-110.
- Wkład Puławian w obrady Sejmu Wielkiego (1788–1792), „Przegląd Nauk Historycznych” 2005, R. IV, nr 1 (7), s. 51-74.
- Sejm a sejmiki. Studium z dziejów łagodnej rewolucji, „Przegląd Nauk Historycznych” 2005, R. IV, nr 2 (8), s. 39-75.
- Debata podatkowa w początkach obrad Sejmu Wielkiego (1789 r.), [w:] Historia – Społeczeństwo – Gospodarka. Profesorowi Wiesławowi Pusiowi w czterdziestolecie pracy naukowej, pod red. S. Pytlasa i J. Kity, Łódź 2006, s. 44-66.
- Polskie priorytety sejmowe w reformie ustroju państwa w okresie Oświecenia (1764–1792), „Przegląd Nauk Historycznych” R. V, nr 2 (10), s. 29-72.
- Polskie racje polityczne doby Sejmu Wielkiego (1788–1792), [w:] Spory o państwo w dobie nowożytnej. Między racją stanu a partykularyzmem, pod red. Z. Anusika, Łódź 2007, s. 215-228.
- Z badań nad początkami obrad Sejmu Wielkiego, „Przegląd Nauk Historycznych” 2008, R. VII, nr 1, s. 21-85.
- Rozważania na temat Sejmu Wielkiego (w 220. rocznicę inauguracji obrad), „Przegląd Nauk Historycznych” 2008, R. VII, nr 2, s. 5-60.
- Rola sesji prowincjonalnych początkach obrad Sejmu Wielkiego, [w:] Konstytucja Stanów Zjednoczonych Ameryki. Reminiscencje w 220. rocznicę uchwalenia, pod red. J.A. Daszyńskiej, Łódź 2009, s. 159-182.
- Z dyskusji parlamentarnej nad powołaniem Komisji Wojskowej w początkach obrad Sejmu Wielkiego, „Przegląd Nauk Humanistycznych” 2009, R. VIII, nr 2, s. 63-97.
- Ze studiów nad postawami politycznymi posłów drugiej kadencji Sejmu Wielkiego w początkach 1791 r., [w:] O prawie i jego dziejach księgi dwie. Studia ofiarowane Profesorowi Adamowi Lityńskiemu w czterdziestopięciolecie pracy naukowej i siedemdziesięciolecie urodzin, Księga I, Białystok 2010, s. 535-553.
- Wokół ustawy o Sejmie z 12 maja 1791 r., [w:] Władza i polityka w czasach nowożytnych, pod red. Z. Anusika, Łódź 2011, s. 127-143.
- Debata parlamentarna nad wyłonieniem składu Komisji Wojskowej w grudniu 1788 r., „Przegląd Nauk Historycznych” 2011, R. X, nr 1, s. 71-115.
- O nową ustawę sejmikową. Rezultaty głosowania sejmowego z 24 marca 1791 roku, [w:] Kultura parlamentarna epoki staropolskiej, pod red. A. Stroynowskiego, Warszawa 2013, s. 495-504.
- U progu przełomu politycznego w obradach Sejmu Wielkiego w początkach drugiej połowy roku 1790, „Przegląd Nauk Historycznych” 2014, R. XIII, nr 1, s. 63-99.
- Pełny zestaw publikacji za lata 1957–2006: Bibliografia prac prof. zw. dra hab. Wojciecha Szczygielskiego za lata 1956–2006, opr. M. Kobierecki: „Przegląd Nauk Historycznych” 2006, R. V, nr 41(9), s. 13-20.